# Philippe Harrouard
Philippe Harrouard est un journaliste français de télévision, né en 1943.

## Biographie
Philippe Harrouard a été correspondant à Londres et à New York et nommé directeur-adjoint de l'information de France 2. Il a été également, de 1998 à 2001, président de l'Association de la presse présidentielle.
C'est lui qui annonça la mort de Georges Pompidou, sur la 2e chaîne de l'ORTF, lors d'un flash INF2 interrompant le film L'Homme de Kiev, diffusé dans le cadre de l'émission Les Dossiers de l'écran.

## Publications
- Avec Isabelle Dath, Alain Juppé, la tentation du pouvoir (1995)[3].
- Avec Luc Montagnier et Michel Niaussat, Le Nobel et le Moine : dialogues de notre temps, entretien avec le professeur Luc Montagnier et le père Michel Niaussat (2009)[4].
- Avec Jean-Christophe Hullin et Stéphanie Marcie, Au cœur de la justice : dans le quotidien d'une avocate et d'un juge (2011)[5].